# Pseudaptenodytes
Pseudaptenodytes — викопний рід пінгвінів, що існував на межі міоцену та пліоцену. Викопні рештки представників роду знайдені у відкладеннях формації Black Rock Sandstone неподалік Мельбурна в Австралії.

## Види
- Pseudaptenodytes macraei Simpson 1970
- Pseudaptenodytes minor Simpson 1970